# 정래혁
정래혁(丁來赫, 1926년 1월 17일~2022년 5월 17일)은 대한민국의 정치인이다. 제11대 국회의장으로 재임하였다. 전라남도 곡성군 겸면에서 출생했다.  본관은 나주(羅州)이고, 아호(雅號)는 석연(石淵)이다.

## 학력
- 1945년 광주서중학교 졸업
- 1945년 일본 육군사관학교
- 1946년 대한민국 군사영어학교 1기 졸업
- 1948년 대한민국 육군사관학교 7기 졸업
- 1949년 대한민국 육군참모학교 졸업
- 1951년 대한민국 육군보병학교 졸업
- 1956년 미국 육군참모대학교 졸업
- 1958년 대한민국 국방대학교 졸업

## 경력
- 대한민국 제6군단 군단장
- 육군본부 작전국장
- 국방부 총무국장
- 제17대 상공부 장관
- 육군사관학교 교장
- 한국전력공사 사장
- 제18대 국방부 장관
- 국회 국방위원회 위원장
- 국가보위비상대책위원회 입법회의 부의장
- 제11대 전반기 국회의장
- 민주정의당 대표위원
- 대한민국 예비역 장성모임 성우회 고문

## 가족 관계
- 배우자: 신안 주씨
  - 아들: 정채하
  - 슬하: 정영준, 정영하, 정희숙, 정진하

## 역대 선거 결과
|  | 30.14% |

|  | 29.63% |

|  | 48.75% |